# Pentium Extreme Edition
Le Pentium (4) Extreme Edition (édition extrême) est la version hautes performances des Pentium 4 puis Pentium D, utilisant la microarchitecture NetBurst. Il a été lancé pour contrer les Athlon 64 FX, avec des fréquences plus élevées, des bus plus rapides, mais en contrepartie des enveloppes thermiques (TDP) et des prix (1 000 $ au lancement) très importants.
Les premiers Pentium 4 Extreme Edition étaient des mono-cœurs dérivés du Xeon. Les versions suivantes sont double cœurs et se caractérisent par l'Hyper-Threading qui est activé, ce qui donne quatre cœurs visibles par les logiciels.

## Mono cœur
- Pentium 4 Extreme Edition 3,2 GHz : 2 Mio de cache de niveau 3, 512 Kio de cache L2, 3,2 GHz, bus à 200 MHz, socket 478, cœur Gallatin ;
- Pentium 4 Extreme Edition 3,4 GHz : 2 Mio de cache de niveau 3, 512 Kio de cache L2, 3,4 GHz, bus à 200 MHz, socket 478, cœur Gallatin ;
- Pentium 4 Extreme Edition 3,46 GHz : 2 Mio de cache de niveau 3, 512 Kio de cache L2, 3,46 GHz, bus à 266 MHz, socket 775, cœur Gallatin ;
- Pentium 4 Extreme Edition 3,73 GHz : 2 Mio de cache de niveau 2, 3,73 GHz, bus à 266 MHz, socket 775, cœur Prescott.

## Bi-cœur
- Pentium 4 Extreme Edition 840 : 2 × 2 Mio de cache niveau 2, 3,20 GHz, bus à 200 MHz, cœur Smithfield ;
- Pentium 4 Extreme Edition 955 : 2 × 2 Mio de cache niveau 2, 3,46 GHz, bus à 266 MHz, cœur Presler ;
- Pentium 4 Extreme Edition 965 : 2 × 2 Mio de cache niveau 2, 3,73 GHz, bus à 266 MHz, cœur Presler.